# Sina.com
Sina.com es el mayor portal web de China sobre información y entretenimiento en lengua china. Está a cargo de SINA Corporation (新浪), que fue fundada en 1999. La compañía fue fundada en la China continental, y su sede financiera mundial se ha ubicado en Shanghái desde el 1 de octubre de 2001. 
Es el 4.º sitio web más visitado en China; además se encuentra entre los 20 sitios web más visitados del mundo.

## Publicaciones
- Colección de los usuarios de Internet
- Editor de cooperación
  - 作家出版社（pinyin:Zuo Jia Chu Ban She)
  - 漓江出版社（Li Jiang Chu Ban She)
  - 清韵书院（Qing Yun Shu Yuan)
  - 榕树下（Rong Shu Xia)